# Гіллсдейл (Вайомінг)
Гіллсдейл (англ. Hillsdale) — переписна місцевість (CDP) в США, в окрузі Ларамі штату Вайомінг. Населення — 40 осіб (2020).

## Географія
Гіллсдейл розташований за координатами 41°12′29″ пн. ш. 104°28′28″ зх. д. / 41.20806° пн. ш. 104.47444° зх. д. (41.207977, -104.474390).  За даними Бюро перепису населення США в 2010 році переписна місцевість мала площу 2,18 км², уся площа — суходіл.

## Демографія
Згідно з переписом 2010 року, у переписній місцевості мешкало 47 осіб у 24 домогосподарствах у складі 17 родин. Густота населення становила 22 особи/км².  Було 24 помешкання (11/км²).
Расовий склад населення:
| - 89,4 % — білих - 2,1 % — вихідців з тихоокеанських островів - 2,1 % — корінних американців - 2,1 % — чорних або афроамериканців - 4,3 % — осіб інших рас |

До двох чи більше рас належало 0,0 %. Частка іспаномовних становила 2,1 % від усіх жителів.
За віковим діапазоном населення розподілялося таким чином: 6,4 % — особи молодші 18 років, 63,8 % — особи у віці 18—64 років, 29,8 % — особи у віці 65 років та старші. Медіана віку мешканця становила 56,2 року. На 100 осіб жіночої статі у переписній місцевості припадало 104,3 чоловіків;  на 100 жінок у віці від 18 років та старших — 100,0 чоловіків також старших 18 років.
Цивільне працевлаштоване населення становило 57 осіб. Основні галузі зайнятості: роздрібна торгівля — 100,0 %.